# Tongariro Releasing
Tongariro Releasing – polska firma dystrybucyjna założona w sierpniu 2010 roku w Poznaniu, prowadząca działalność w dziedzinie dystrybucji filmów o tematyce LGBT. Filmy rozpowszechniane przez Tongariro publikowane są na rynku kinowym oraz wydawane na dyskach DVD. Firmę założono jako pierwszego polskiego dystrybutora kina queerowego. Prezesem spółki jest Jakub Mróz.
Na początku 2012 na łamach strony internetowej Tongariro Releasing uruchomiono portal społecznościowy i serwis typu „wideo na życzenie” OutFilm.pl. W lutym tego roku firma podpisała strategiczną umowę partnerską z amerykańskim dystrybutorem TLA Releasing.

## Wybrana filmografia

### Dystrybucja kinowa
- Shortbus (16 września 2010)
- Nić (Le fil; 8 października 2010)
- Podaj mi dłoń (Donne-moi la main; 19 listopada 2010)
- Śniadanie ze Scotem (Breakfast with Scot; 3 grudnia 2010)
- Dźwięki ciszy (Soundless Wind Chime, 無聲風鈴; wyd. 2011, pojedyncze pokazy w kinach studyjnych)
- Zabiłem moją matkę (J’ai tué ma mère; 14 stycznia 2011)
- Dom chłopców (House of Boys; 18 marca 2011)
- Drugie życie Lucii (tytuł oryg. La llamada; 30 września 2011)
- Sekret Saszy (Sasha; 21 października 2011)
- Zupełnie inny weekend (Weekend; 27 stycznia 2012)
- Piękno (Skoonheid; 25 maja 2012)
- Żniwa (Stadt Land Fluss; 24 sierpnia 2012)
- Zostań ze mną (Keep the Lights On; 26 października 2012)
- Kanadyjskie sukienki (1 lutego 2013)
- Siła przyciągania (Freier Fall; 6 września 2013)
- Pięć tańców (Five Dances; 8 listopada 2013)
- Pierwszy wschód słońca (In Bloom; 18 kwietnia 2014)
- Eastern Boys (30 maja 2014)
- W jego oczach (Hoje eu quero voltar sozinho; 29 sierpnia 2014)
- Gerontofilia (Gerontophilia; 3 października 2014)
- Xenia (5 grudnia 2014)
- Listy od nieznajomego (Snails in the Rain; 19 grudnia 2014)
- Coś musi się stać (Nånting måste gå sönder; 16 stycznia 2015)
- Boys (Jongens; 27 lutego 2015)
- Kraina burz (Viharsarok; 27 marca 2015)
- W kręgu (Der Kreis; 10 kwietnia 2015)
- Pieśń słonia (Elephant Song; 4 września 2015)
- Mandarynka (Tangerine; 11 grudnia 2015)
- Skala szarości (En la gama de los grises; 12 lutego 2016)
- Dyke Hard (26 lutego 2016)
- Bulwar (Boulevard; 8 kwietnia 2016)
- Lato Sangaile (Sangailės vasara; 27 maja 2016)
- Pożegnanie (Departure; 26 sierpnia 2016)
- Viva (30 września 2016)
- Paryż 05:59 (Théo et Hugo dans le même bateau; 21 października 2016)
- Piękny drań (Handsome Devil; 12 maja 2017)
- Jonathan (23 czerwca 2017)
- Odwet (1:54; 1 września 2017)
- Piękny kraj (God’s Own Country; 22 września 2017)
- Inxeba. Zakazana ścieżka (The Wound; 27 października 2017)
- Tom of Finland (24 listopada 2017)
- Mario (1 czerwca 2018)
- Hard Paint (Tinta Bruta; 5 października 2018)
- Sorry Angel (Plaire, aimer et courir vite; 23 listopada 2018)
- Sauvage (31 maja 2019)
- Krewetki w cekinach (Les Crevettes Pailletees; 27 września 2019)

### Dystrybucja DVD
- Shortbus (20 września 2010)
- The Living End (20 września 2010)
- Pokój Leo (El cuarto de Leo; 20 września 2010)
- Mulligans. Druga szansa (Mulligans; 22 listopada 2010)
- Nić (Le fil; 1 grudnia 2010)
- Sekret Saszy (Sasha; 19 stycznia 2011)
- Dźwięki ciszy (Soundless Wind Chime, 無聲風鈴; 3 kwietnia 2011)
- Zabiłem moją matkę (J’ai tué ma mère; 13 maja 2011)
- Śniadanie ze Scotem (Breakfast with Scot; 14 lipca 2011)
- Podaj mi dłoń (Donne-moi la main; 8 września 2011)
- Dom chłopców (House of Boys; 17 listopada 2011)
- Drugie życie Lucii (La llamada; 17 listopada 2011)
- Aż tu nagle, zeszłej zimy (Improvvisamente l’inverno scorso; 23 listopada 2011)

Źródło: tongariro.pl.